# Siegen (Allemagne)
Pour les articles homonymes, voir la commune française Siegen.
Siegen, chef-lieu de l'arrondissement de Siegen-Wittgenstein, est une ville d'Allemagne située dans le Land de Rhénanie-du-Nord-Westphalie sur la Sieg.

## Histoire
| Appartenances historiques Comté de Nassau/ Électorat de Cologne 1224-1303 Nassau-Siegen/Électorat de Cologne 1303-1328 Comté de Nassau-Dillenbourg/Électorat de Cologne 1328-1381 Comté de Nassau-Dillenbourg 1381-1606 Nassau-Siegen 1606-1743 Principauté d'Orange-Nassau 1743-1806 Grand-duché de Berg 1806-1813 Principauté d'Orange-Nassau 1813-1815 Royaume de Prusse (province de Westphalie) 1815-1918 Empire allemand 1871-1918 République de Weimar 1918-1933 Reich allemand 1933-1945 Allemagne occupée 1945-1949 Allemagne de l'Ouest 1949-1990 Allemagne 1990-présent |

La ville appartenait autrefois tant à l'électorat de Cologne qu'au comté de Nassau.
Aux XVIIe et XVIIIe siècles, elle était le siège d'une principauté du Saint Empire romain germanique, la principauté de Nassau-Siegen.

## Économie
L'entreprise The Coatinc Company, spécialisée dans le traitement de surface de l’acier et du métal, a son siège et ses ateliers à Siegen.

## Jumelages
- Spandau (Allemagne) depuis 1952
- Katwijk (Pays-Bas) depuis 1963
- Leeds (Royaume-Uni) depuis 1966
- Ypres (Belgique) depuis 1967
- Zakopane (Pologne) depuis 1989
- Plauen (Allemagne) depuis 1990

## Culture et patrimoine

### Patrimoine
Siegen est dominée par deux grands châteaux : le haut-château et le bas-château. Dans le château du haut, on peut accéder à une mine car Siegen était autrefois une ville minière. Elle a pendant longtemps alimenté l'Allemagne en minerais.

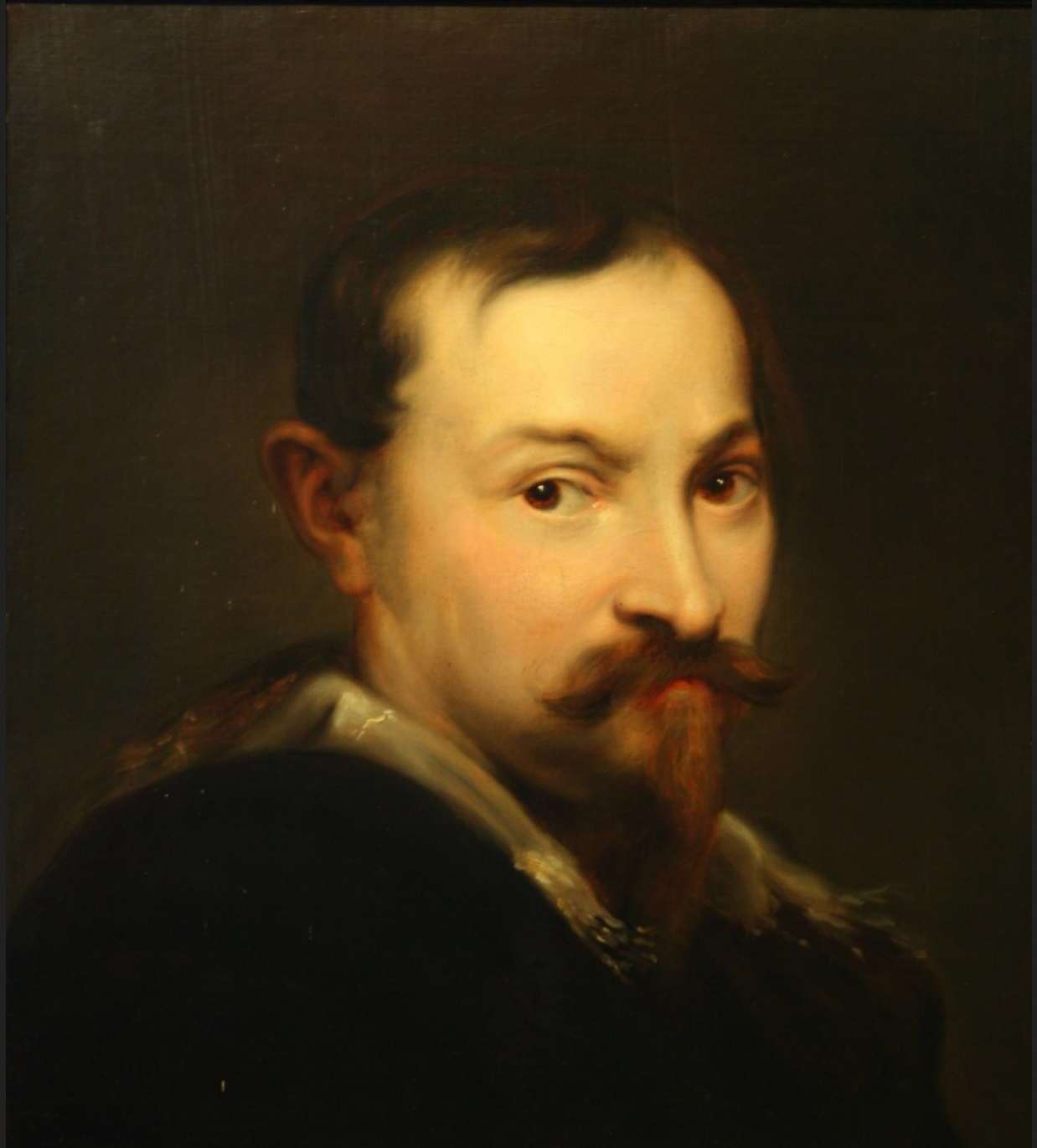
Jan Wildens, 1620
par Antoine van Dyck.

 On peut y voir un portrait du peintre de paysages Jan Wildens (1586-1653) par Antoine van Dyck, datant de 1620.

### Personnalités liées la ville
Sont nés à Siegen, entre autres :
- Pierre Paul Rubens (1577-1640), peintre baroque flamand ;
- Friedrich Reusch (1843-1906), sculpteur ;
- Fritz Busch (1890-1951), chef d'orchestre ;
- Adolf Busch (1891-1952), violoniste, frère du précédent ;
- Bertha Günther (1894-1975), artiste ;
- Paul Giesler (1895-1945), homme politique allemand ;
- Bernd Becher (1931-2007), photographe ;
- Joachim Frank (1940-), chimiste ;
- Rolf Stommelen (1943-1983), pilote automobile ;
- Jörn-Uwe Lommel (1958-), ancien handballeur international et entraîneur.